# Позиция защиты на Нюрнбергском процессе

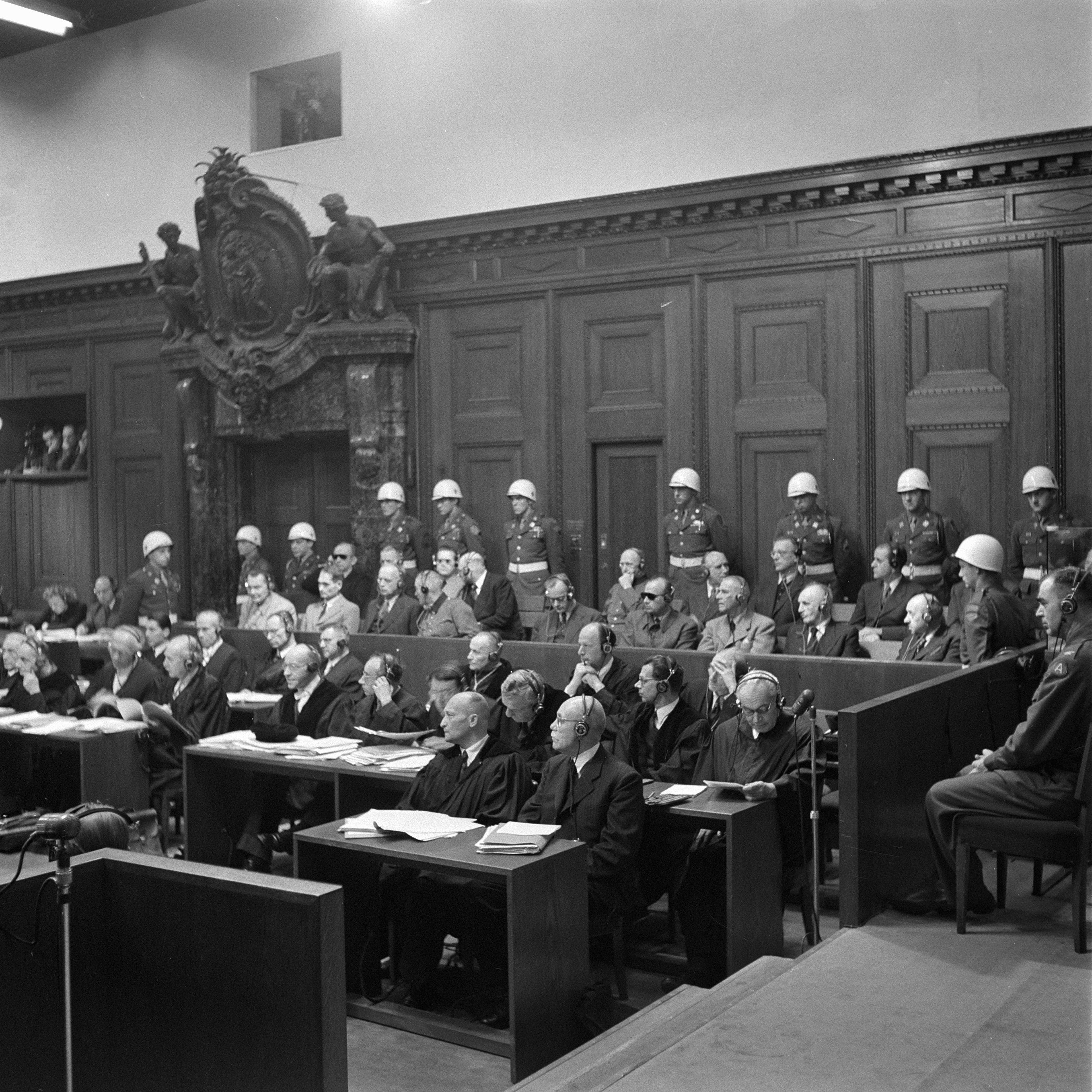
Адвокаты и подсудимые (4 декабря 1945)

Защита на Нюрнбергском процессе представляла свои доказательства и вызывала свидетелей с 8 марта до конца июня 1946 года. Ни подсудимые, ни их адвокаты в ходе процесса не пытались отрицать сам факт существования преступлений. Вместо этого они прибегли к широкому спектру юридических стратегий, которые часто были непоследовательными — а иногда и взаимоисключающими. Так подсудимые полагали, что ответственность за все преступления несли умершие к тому моменту Гитлер, Гиммлер и Гейдрих. Кроме того, у подсудимых были возражения по поводу позиции обвинения в целом: они утверждали, что правительство нацистской Германии в годы войны вело себя так же, как и правительства Союзных держав («tu quoque») — и что бывшие лидеры Рейха предстали перед судом только потому, что их страна потерпела поражение («правосудие победителей»). В 2008 году позиция защиты была суммирована на русском языке, в рамках двухтомника «Нюрнбергский процесс: Защитительные речи адвокатов».

## История

### Подготовка

#### Доступ к доказательствам. Финансовые проблемы
Организация документооборота оставалось проблемой в течение всего процесса, особенно в его первой половине: до декабря адвокаты защиты испытывали подозрения, что обвинение скрывало от них важные материалы. Работа Центра обработки документов (библиотеки) во Дворце правосудия по регистрации каждого прибывшего документа и его нумерации улучшила положение. Библиотека, созданная практически без советского вклада, стала интеллектуальным центром всего Нюрнбергского процесса — она приняла участие в составлении того нарратива, который обе стороны представляли в зале суда. Разделяя документы на серии и проводя собственный анализ содержания — имя обвиняемого и пункт обвинения, к которому относился данный документ — пять сотрудников центра также снимали и заверяли копии бумаг. Сотрудниками центра был создан и указатель всех доступных документов. Непрекращавшийся до конца процесса поток новых документов приводил к тому, что центр занимал всё новые помещения.
В период наибольшей загруженности копировального центра запрос на снятии копии удовлетворялся за неделю. При этом вынужденная публичность в передаче адвокатами каждого запроса на документы или на вызов свидетелей, зачастую являвшихся военнопленными, лишала защиту элемента неожиданности. Кроме того, адвокаты, в отличие от сотен человек в прокурорских командах, располагали только помощником и секретарём: всего на стороне защиты было задействовано около 60 человек.
Если юристы регулярно брали себе библиотечные книги о политике, экономике и истории Германии, написанные в годы войны, то правительства и судебные органы стран Европы постепенно начали отправлять запросы на копии документов для использования в качестве доказательств в национальных судебных процессах. Простые европейцы регулярно писали в центр эмоциональные письма, с просьбой помочь установить местонахождение пропавших родственников — или сообщали сведения об условиях своего содержания в концентрационных лагерях, предлагая имевшиеся у них документы и фотоматериалы. Советские матери писали Руденко просьбы найти информацию об их пропавших сыновьях. Представители цыган просили разрешение представить письменные показания, поскольку полагали, что их жертвы были проигнорированы на суде. Ряд писем содержал и сообщения от сторонников национал-социализма, с просьбой разъяснить, что «плохого» было в том, чтобы придерживаться подобной идеологии.
Письма пересылались в Контактный комитет суда, практические единственным членом которого был британский майор Альфред Вурмсер (Alfred G. Wurmser), владевший немецким. Именно он, при необходимости консультируясь с генеральным секретарем суда, решал, что делать с письмом. В работе недавно созданного бюрократического механизма регулярно возникали технические трудности. Вопрос об оплате услуг немецких адвокатов был одной из них.
Выплатив в начале процесса аванс адвокатам в 4000 марок, судьи, в обязанности которых обычно не входили подобные вопросы, забыли о проблеме. Но, поскольку финансовые операции не проводились между оккупационными зонами, многие защитники вскоре оказались «на грани финансового краха». Только 17 февраля финансовая дирекция Контрольной комиссии согласилась взять на себя финансирования трибунала и через два дня у судей появились средства, чтобы заплатить по 5000 марок каждому адвокату; ещё по 7000 марок были выплачены в июле. Финансовые проблемы были и у прокуроров: 6 июня Томасу Додду пришлось составить записку Джексону, поскольку OSS не платил ему уже полгода.

#### Процедуры
Процедура судебного процесса была трудоёмкой: слушания обычно проводились пять дней в неделю, но часто дополнялись утренними заседаниями в субботу для рассмотрения технических и административных вопросов или при нежелании прерывать важный элемент судебных слушаний — например, перекрестный допрос — на полные выходные. Как и первая сессия, все последующие начинались в 10 часов утра; перерыв в середине дня длился 10 минут, а обед продолжался с часу до двух дня. Первоначально судьи обедали в общей столовой, расположенной в непосредственной близости от здания суда. Затем, во многом благодаря настойчивости британцев, судьям было выделено отдельное помещение. Послеобеденная сессия продолжалась с двух до пяти, прерываясь также на десять минут. Судьи регулярно собирались и на закрытые заседания, проходившие после 5 часов вечера.
Постоянное присутствие представителей всех четырёх прокурорских групп считалось обязательным. Присутствие защитников в ходе представления обвинения являлось обязательным: отдельным адвокатам было разрешено отсутствовать в течение нескольких дней непосредственно перед представлением защиты своего клиента. Адвокаты также постоянно встречались со своими клиентами в ходе всего процесса. В отличие от обвинения, защитники не представляли единой позиции, но отдельные группы адвокатов иногда подавали совместные ходатайства в случае, если дела их подзащитных были тесно связаны.
Британский подход был ближе к «командной игре»: небольшая команда из менее чем 200 адвокатов, способная собраться за одним столом, часто проводила совещания в 9 утра. 12 января 1946 года подобные общие совещания BWCE были отменены на две недели — с целью подготовки в новым слушаниям. Необходимость выполнять как функции барристера, так и солиситора была необычной для юристов из Великобритании. Максвелл-Файф и секретарь группы Гарри Филлимор мало обсуждали широкие философские проблемы из теории права, с которыми юристы столкнулись в Нюрнберге.
Стиль значительно более многочисленной команды из США — формально называвшейся «Office of the U.S. Chief of Counsel for the Prosecution of Axis Criminality» (OCCPAC) и достигавшей численности в 650 человек — в которой было немного практиковавших юристов, заметно отличался от британского. Члены американской команды спорили «как в Верховном суде». Джексон регулярно просил членов OCCPAC составить для себя отчёты, посвящённые как конкретным аспектам дела, так и «историческому прошлому» проблемы. Подобные документы зачастую превышали в объёме сто страниц печатного текста, при том, что имели мало отношения к людям на скамье подсудимых. На Рождество Джексон подошёл к Роберту Кемпнеру и сообщил, что только что осознал, что ни Гитлер, ни «нацистский режим» не были на скамье подсудимых — а дела против конкретных обвиняемых были не готовы.
Джексон также не проявлял интереса к административной деятельности: он избегал необходимости улаживать личную вражду между юристами или недоразумения в работе. «Междоусобные войны между могущественными баронами» были регулярным явлением среди американских прокуроров. Автор ключевого меморандума, определившего ход процесса — полковник Бернайс — покинул прокурорскую команду в середине августа: после того как осознал, что на него будет возложена только техническая работа. В декабре примеру Бернайса последовал глава OSS Донован.
Советская прокурорская команда в 192 человека была преимущественно составлена из активных участников показательных процессов 1920—30-х годов: от Шахтинского дела до Московских процессов — в рамках которых Николай Бухарин и Лев Каменев уже были осуждены за «заговор» с Троцким и Гитлером. Советский подход к управлению предполагал централизацию деятельности прокуроров и судей, работавших по указаниям из Москвы: под руководством Молотова в советской столице, одновременно с «Комиссией по Нюрнбергскому процессу», была создана «Комиссия Политбюро ЦК ВКП(б) по организации и руководству Нюрнбергским процессом», в которую вошли Вышинский, Горшенин, Богдан Кобулов, заместитель главы НКВД Сергей Круглов и начальник СМЕРШа Виктор Абакумов. В теории, такой подход позволял сталинскому политбюро непосредственно влиять на решения и защищать позицию СССР. Однако, на практике бюрократические проволочки приводили к тому, что советские представители не участвовали в дискуссиях судей и прокуроров, не имея позиции Москвы; когда такая позиция появлялась, три другие делегации зачастую уже успевали прийти к компромиссному решению, а советские аргументы не учитывались. В то же время, такой подход привёл к формированию масштабного «бумажного следа» из документов — следа, ценного с исторической точки зрения.
Основу французской делегации составляли члены Сопротивления и государственные юристы. Ученый-германист Эдмон Вермей подготовил для юристов 30-страничный справочный документ по истории и культуре Германии, в котором повторил свои ранее опубликованные аргументы о пангерманизме и «судьбоносном курсе Рейха в эпоху Бисмарка» — курсе, определившим, по мнению Вермея, многие ключевые события XX века. К Рождеству, когда Максвелл-Файф был назначен главным прокурором (лидером обвинения в целом), весь процесс приобрёл «английский стиль»: участники процесса в большинстве своём отмечали способность Максвелла-Файфа выполнять роль посредника между прокурорскими делегациями, компенсируя то, что сам Максвелла-Файф считал отсутствием манер у американца Джексона.

#### Проблемы адвокатов
Изложение версии защиты началось в Нюрнберге 8 марта 1946 года; перед этим адвокаты попытались отложить слушания на три недели. 4 февраля адвокат Штамер, чей клиент стоял первым в списке, от имени своих коллег написал в трибунал письмо с просьбой сделать перерыв после изложения версии обвинения — перерыв, способный дать адвокатуре время для подготовки. Прокуроры обсуждали вопрос об отсрочке на встречах 12 и 15 февраля: Максвелл-Файф и Джексон полагали недельный перерыв уместным. В ходе дискуссии Джексон процитировал критику Верховного суда Нью-Йорка в отношении того, что судебный процесс над генералом императорской японской армии Томоюки Ямасито был поспешным. Адвокат Краус повторил запрос об отсрочке 18 февраля. Судьи единогласно отказали защитникам, указав, что у адвокатов будет достаточно времени во время приобщения к делу документов и заслушивания свидетелей.
Адвокаты — вместо того, чтобы сосредоточиться на опровержении конкретных выдвинутых обвинений — посвящали много времени попыткам доказать преступный характер действий других лиц: например, чиновников СССР и Великобритании.
Многие адвокаты опирались на «тщательно продуманную» защиту, построенную на массовом недовольстве в Веймарской республике по поводу условий Версальского договора: они утверждали, что документ утратил обязательную силу, поскольку другие страны не выполнили его требования по собственному разоружению.
Адвокат Деница Кранцбюлер попросил разрешения у МВТ направить запрос американскому адмиралу Нимицу, чтобы выяснить, как действовали американские военно-морские силы в Тихом океане: просьба не была сформулирована в терминах «tu quoque» — в ней подчеркивалась только необходимость «установления нынешних интерпретаций неопределенного военно-морского права». Необходимость изучить действительную практику позволила Кранцбюлеру получить и документы из Британского адмиралтейства — узнав об этом, британский МИД начал беспокоиться о перспективе допуска представителей Риббентропа в свой архив.
Шахт и Папен позже осуждали, что МВТ не предоставил им доступа ко всем материалам из их личных архивов, конфискованных союзниками. При этом Фриче получил помощь в поиске писем, которые он писал Гиммлеру в связи со слухах об истреблении евреев. Один из адвокатов защиты в частной беседе сказал Роберту Кемпнеру, что он боялся слишком тщательно изучить документы своего клиента: о опасался обнаружить ещё более компрометирующие материалы.
Адвокат Зейсс-Инкварта попытался вызвать сразу 37 свидетелей, чтобы продемонстрировать, что его клиент смягчал жестокость оккупации Нидерландов. Риббентроп хотел вызвать множество британских аристократов, включая герцога Виндзорского, герцога Баклю, лорда Дерби и Черчилля: поскольку он не мог назвать причину для их вызова в Нюрнберг, ему было отказано. Геринг подал заявку на лорда Галифакса, сэра Александра Кадогана и сэра Джорджа Огилви-Форбса. Лорд Лондондерри согласился ответить на вопросы в письменном виде, приложив к ответному письму счёт на 5 фунтов 6 шиллингов за услуги нотариуса, заверившего его подпись. Многих из свидетелей, запрошенных обвиняемыми, не удалось найти: они либо скрывались, либо погибли, либо пропали «в хаосе послевоенной Германии».
Адвокаты столкнулись с незнакомыми судебными процедурами: право судей задавать вопросы и обязанность свидетелей отвечать были необычны для немецкого права. Перекрестный допрос, являвшийся нормой для их англо-американских коллег, был малопонятен адвокатам. В феврале советская сторона неожиданно стала протестовать против записанного в уставе права обвиняемых давать показания лично: на закрытом заседании от 20 февраля Никитченко решительно возражал против такой процедуры, а Паркер был настолько потрясен мыслью, что обвиняемые могут быть лишены права выступить в суде, что пригрозил уйти в отставку. В ходе последовавшего голосования Никитченко остался в меньшинстве.

#### Встречи с адвокатами
Подсудимые и их адвокаты встретились в специальной комнате Дворца правосудия, названной «Центром для посетителей подсудимых», где гости были отделены от обвиняемых проволочной сеткой, позднее заменённой стеклянной панелью. Центром заведовала американская школьная учительница Эмма Швабенланд (Emma Schwabenland Haynes, 1907—1984), приехавшая в Нюрнберг в качестве переводчицы документов. Поскольку адвокатам — как и всем гражданам Германии, участвовавшим в процессе — запретили отправлять письма родственникам за границу, Швабенланд выступила посредницей, пересылая письма адвокатов через своих родственников.

#### Сделка со следствием
В ходе процесса подсудимые пытались выступать «единым фронтом», отказавшись давать показания друг против друга. Американские прокуроры хотели наладить контакты с немецкими коллегами, чтобы склонить их клиентов «сотрудничать»: Геринг считался ключевой персоной. Роберт Кемпнер, несколько дней формально являвшийся подчиненным Геринга в прусском Министерстве внутренних дел, вёл переговоры со Штамером; адвокат предположил, что Геринг может оказать помощь следствию в обмен на обещание, что он будет расстрелян, а не повешен. Кейтель также обсуждал с Кемпнером готовность взять на себя полную ответственность за преступные приказы — чтобы снять вину со своих подчиненных. После беседы с Герингом генерал передумал.
Джексон был решительно настроен против любой сделки с подсудимыми — полагая, что она могла разрушить основы нового международного права. Однако, прокурор Билл Донован продолжил попытки. Ещё в ноябре 1945 года прокурор Донован начал свои переговоры с адвокатом Шахта; позднее он пытался их продолжить. Возмущенный настойчивостью Донована, Джексон отказался позволить прокурору допрашивать свидетелей защиты. Вскоре Донован раскритиковал позицию американской прокуратуры и покинул Нюрнберг.

#### Подготовка к перекрестному допросу
Британские, американские и советские прокуроры беспокоились о том, что в ходе выступлений защиты французских чиновников обвинят в жестоком обращении с немецкими военнопленными: условия содержания заключённых уже получили широкую огласку, вызвав эмоциональную дискуссию между французскими властями и генералом Эйзенхауэром. Все обвинители опасались, что защита будет утверждать, что внешняя политика других стран «поощряла» политику нацистской Германии; кроме того, прокуроры видели проблему в том, что их страны признавали национал-социалистического правительство и долгое время вели с ним официальные переговоры. Пытаясь ответить на потенциальную критику, Максвелл-Файф и Ментон сформулировали аргумент о том, что их правительства действовали добросовестно, но были обмануты ложными заверениями нацистов.
Когда британские прокуроры захотели получить полную информацию по вопросу о подготовке британского вторжения в Норвегию, они получили отказ от правительства Великобритании: премьер-министр Эттли выступил категорически против передачи любых правительственных документов, а МИД начал «кампанию увиливания», пытаясь вообще избежать упоминания на процессе Норвегии и Финляндии (см. План R4). 15 марта Шоукросс направил в МИД чётко сформулированный запрос на получение «полной и точной информации» о проблеме; в апреле лондонские чиновники начали сотрудничать.
К маю прокурорские группы распределили между собой перекрестные допросы обвиняемых, начав сбор доказательств для использования против них. Максвелл-Файф начал консультироваться у историка Уиллер-Беннетта, пытаясь восполнить свои пробелы в сведениях по истории Германии, немецкой терминологии и национал-социалистических аббревиатур: прокурор пытался избежать создания впечатления о себе как о «невежественном иностранце». Он подготовил для Деница 18 конкретных вопросов, направленных на то, чтобы показать осведомлённость адмирала о планах высшего руководства Рейха. Джексон, со своей стороны, подготовил мало фактических вопросов обвиняемым: его черновики содержали скорее суждения, чем вопросы.

### Показания обвиняемых
Ни один из подсудимых или их адвокатов в ходе Нюрнбергского процесса не пытался отрицать военные преступления, подтверждённые массой доказательств из архивов нацистской Германии. Вместо этого подсудимые и их защитники прибегли к широкому спектру юридических стратегий, которые часто были непоследовательными — а иногда и взаимоисключающими — но в конечном итоге повлияли на приговор для половины обвиняемых. Кроме того, у подсудимых были возражения по поводу позиции обвинения в целом: они утверждали, что правительство нацистской Германии в годы войны вело себя также как и правительства Союзных держав — и что бывшие лидеры Рейха предстали перед судом только потому, что их страна потерпела поражение.
Во время судебного процесса имя Адольфа Гитлера было упомянуто около 12 000 раз: больше, чем имена пяти основных обвиняемых — Геринга, Кейтеля, Шахта, Розенберга и Заукеля — вместе взятые. Прокуроры и адвокаты были практически едины в том, что «национал-социализм» и «Гитлер» являлись тождественными понятиями: если обвинение называло Гитлера главой заговора, то защита превратила фюрера до «всемогущего и всеведущего диктатора, чьи убеждения были непреклонны, чьи решения были неоспоримы, а харизма — неумолима». Адвокаты создали образ «Мефистофеля для немецкого народа»: газета «Times» отметила, что подобный проект стал возможен только потому, что фюрер был мертв. Генрих Гиммлер и Рейнхард Гейдрих были другими «виновными призраками», которые, по версии обвиняемых, «мастерски» держали в секрете все свои планы.
Несколько подсудимых признали, что их антисемитизм был доказан документально — но они настаивали на том, что их антисемитские высказывания имели мало общего с политикой массовых убийств. По их версии, подобный антисемитизм ничем не отличался от антиеврейских стереотипов, распространённых в других странах. Так Фриче и Ширах заявили, что их неприязнь к евреям была «вдохновлена» американским предпринимателем Генри Фордом. Кроме того, понимая свою роль не только в качестве адвокатов отдельных лиц, но и в качестве представителей страны, защитники в своих выступлениях отдельно возражали против интерпретации истории Германии, представленной французской прокуратурой.

#### Дело Геринга
Дело наиболее высокопоставленного из подсудимых — рейхсминистра Германа Геринга — было ключевым для всего Нюрнбергского процесса, часто называвшегося в юридических документах «Дело Геринга и других» (Goring et al.). Разработчик концепции концентрационных лагерей и создатель гестапо, Геринг воспринимался американскими прокурорами как ключевой «заговорщик». Сам Геринг видел свои показания как вклад в защиту истории национал-социализма. Широкая аудитория проявили значительный интерес к его фигуре: в день начала его выступления — в пятницу 8 марта — зал суда был переполнен впервые с момента начала советского выступления, а американские военные усилили охрану здания.

##### Свидетели защиты: Боденшац, Мильх и Кессельринг
После того как адвокат Геринга Штамер сделал серию вступительных замечаний — заявив, среди прочего, что Версальский договор утратил силу до начала новой войны — первые свидетели защиты заняли места для дачи показаний. Всего немецкими адвокатами были приглашены 83 свидетеля. Первым из них стал генерал авиации и адъютант Геринга Карл-Генрих Боденшац; генерал буквально читал свои показания — трибунал отклонил протест Джексона и разрешил подобную практику. Боденшац сообщил суду, что Геринг ничего не знал ни о планах проведения «Хрустальной ночи», ни об условиях в концентрационных лагерях, ни об уничтожении евреев; «благодетель» и «пацифист» Геринг «работал на благо мира и выступал против нападения на Россию». Во время перекрестного допроса Джексона, Боденшац признал, что вспомнил об одной из встреч Геринга, потому что «доктор Штамер сказал мне об этом» — чем вызвал смех в зале. Показания «нервного» Боденшаца вызвали неудовольствие и у его бывшего начальника.
Следующим свидетелем защиты стал заместитель Геринга, генерал-фельдмаршал Эрхард Мильх, продолживший ту же линию. Мильх показал, что «Дахау являлся чистым, хорошо управлявшимся местом, обеспечивавшим отличное питание». При допросе Мильх столкнулся с собственными документами, опровергавшими его показания: прежде всего с бумагами, подтверждавшими, что заводы Люфтваффе использовали труд заключённых концлагерей. Когда Мильху показали его собственную переписку с Гиммлером об экспериментах, проводившихся над заключёнными по заказу Люфтваффе, он заявил, что подписывал письма, не читая их. Корреспондент «New York Times» сообщил, что своими показаниями Мильх внёс значительный вклад в дело обвинения.
Геринг уверен, что его повесят. Но он говорит, что умрет, как мужчина.— Вернер Бросс (Werner Bross), помощник адвоката Геринга
Другой адъютант Геринга, полковник Бернд фон Браухич, также утверждал, что «никто ничего не знал о неприятных вещах». Статс-секретарь правительства Пруссии, обергруппенфюрер Пауль Кёрнер полагал, что, поскольку Третий Рейх наладил сельскохозяйственное производство в оккупированных странах, он имел право «забрать немного из избытка». Он считал, что для оккупированных территорий было вполне естественно вносить свой вклад в снабжение вермахта продовольствием. В тот вечер Дин сообщил МИДу, что и Кёрнер, и Браухич «произвели очень плохое впечатление», поскольку слишком явно лгали.
«Подтянутый и уверенный в себе» фельдмаршал Альберт Кессельринг выдержал перекрестный допрос Джексона, отвечая чётко и авторитетно. После того как Максвелл-Файф предъявил ему доказательства бомбардировки Роттердама уже после того, как были начаты переговоры о капитуляции — и об участии Люфтваффе в составлении планов нападения на Польшу и СССР — Кессельринг был обескуражен. «Times» отметал «искусность нападения» Максвелла-Файфа на фельдмаршала. Попытка адвоката Латернсера начать дискуссию о военных преступлениях союзников была прервана решением трибунала о том, что данный вопрос не относился к делу.
Шведский бизнесмен Биргер Далерус неохотно появлялся как свидетель защиты. Максвелл-Файфом зачитал в суде отрывки из его книги «The Last Attempt», свидетельствовавшие как о попытках Геринга избежать войны с Великобританией, так и о «каком-то сумасшедшем состоянии опьянения», в котором Геринг пребывал 1 сентября 1939 года. Согласно книге, Геринг также предупреждал Далеруса, что Риббентроп попытается остановить самолёт бизнесмена — чтобы помешать его переговорам с британскими властями. Вечером после показаний Далеруса Риббентроп сказал Кальтенбруннеру, что не знал «кому теперь можно доверять». Прокуроры — обрадованные тем, что судьи быстро отклонили аргументы защиты, основанные на принципе «tu quoque» — были в то же время обеспокоены длительностью всей процедуры: детальные допросы явно затягивали процесс.

##### Речь Геринга
Днем 13 марта Геринг начал давать показания лично, держа рядом с собой пачку документов. Днём ранее в американской прессе распространился перевод ответной речи Сталина, в которой советский лидер предположил, что Черчилль был фашистом; Полторак предположил, что подобные новости вдохновили всех подсудимых. Геринг адресовал большую часть ответов своему адвокату, лишь изредка оглядывая зал. Геринг выступил с подготовленным заявлением, которое заняло три судебных дня — 12 часов чистого времени. В заявлении Геринг признал своё участие «в сокрушение так называемых „свобод“ — этого препятствия на пути к прогрессу»; Геринг также сообщил, что он считал важным приобретение дополнительного «жизненного пространства» для Рейха. Кроме того, он полагал, что влияние евреев в Германии «было непропорционально их количеству» и что Нюрнбергские расовые законы должны были «привести к чёткому разделению рас».
Геринг показал, что Гитлер стал главой государства, правительства и вооружённых сил «следуя примеру Соединенных Штатов». Кроме того, фельдмаршал сделал отсылку на демонтаж германских заводов — как часть послевоенных репараций СССР — проходивших в то время. Геринг также полагал, что представителям Союзников — «называющих более трёх четвертей мира своими» — было трудно понять стремление Германии к большей территории. Он также сослался на слова Черчилля о том, что «в борьбе не на жизнь, а на смерть нет места законности». Геринг использовал возможность своего выступления и для того, чтобы обратить внимание на британо-советские противоречия: отвечая на вопрос адвоката Зимерса, Геринг высказался о планах Франции и Британии разбомбить нефтяные месторождения Кавказа в 1940 году — с целью перекрыть подачу топлива в Германию (см. операция Pike). Главной темой выступления Геринга было полное признание своей личной ответственности: ссылаясь на «принципа лидерства» (нем. Führerprinzip), он полагал, что данный подход не снимал с него и личной ответственности. Геринг пытался защищать других подсудимых, подтвердив, что ни кабинет министров, ни генералы штаба не принимали участия в выработке политических решений.
Геринг не остановился подробно на «Ночи длинных ножей» и поджоге Рейхстага, посчитав их редкими исключениями для истории национал-социализма. Он утверждал, что после того как в 1934 году Гиммлер перехватил контроль над системой концлагерей, никто кроме рейхсфюрера не знал, что там происходило. Геринг сообщил суду, что Ленинград был единственным советским городом, пострадавшим от голода — что было связано с осадой — и что сельское хозяйство и промышленность СССР были улучшены в годы войны. Признавая разрушение советского сельского хозяйства в первые месяцы войны, Геринг видел причиной этого тактику «выжженной земли», практиковавшуюся отступавшей Красной Армией. Произведения искусства, по версии бывшего фельдмаршала, были не похищены, а спасены им от разрушения и утраты.
В ходе своей речи Геринг подчеркнул малозначительность его коллег по скамье подсудимых в принятии решений: «в лучшем случае сговорились только мы с фюрером». Дин отметил «знание [Герингом] фактов и его убедительность» — с чем согласились как газеты, так и другие обвиняемые. Дениц отметил, что судья Биддл «действительно внимательно слушал. Вы можете сами видеть, что он действительно хочет услышать другую версию истории». Франк был восхищен тем, что Геринг был готов взять на себя столь многое в нацистской политике. Судья Биркетт был потрясен терпимостью судебной коллегии к подходу Геринга — подходу, предполагавшему, что обвиняемый может делать «длинные подробные заявления, охватывающие как важные, так и неважные моменты»; судья видел опасность в том, что в Германии восстановится вера в своих недавних лидеров.

##### Допрос Джексона
18 марта Джексон начал перекрестный допрос Геринга, получившего выходные на восстановление сил. Джексон начал с ранней истории национал-социализма, задавая «общие и неточные» вопросы одному из основателей НСДАП. Прокурор не смог связать Геринга с поджогом Рейхстага существенными вещественными доказательствами; Геринг парировал и детали тех документов, которые пытался предъявить ему Джексон. По мнению корреспондента «Daily Express», «Джексона спас гонг». Биркетт отметил, что Геринг «имел преимущество перед обвинением…, поскольку он всегда находился на знакомой почве». Другие юристы, по информации Дина, «жестко раскритиковали» подход Джексона. Джексон был «надломлен» — прежде всего тем, как трибунал позволил проходить разбирательству: судьи позволили Герингу не просто отвечать «да» или «нет», а разрешили ему давать развёрнутые комментарии, отказавшись поддержать протест прокурора.
Я не думаю, что смогу припомнить, чтобы ранее читал публикации о мобилизационных приготовлениях Соединенных Штатов.— из ответа Геринга Джексону о секретности мобилизационных планов Рейха
На следующий день Джексон «запутался ещё больше»: Геринг показал, что документ, который прокуратура считала доказательством планирования «освобождения Рейнской области», являлся приказом об «очистке [реки] Рейн» — приказом об устранении препятствий для судоходства на случай мобилизации. Максвелл-Файф в частном порядке подошёл к судье Биркетту, чтобы предупредить того, что Джексон находился «в ужасном состоянии». Биркетт попытался инициировать ускорение заседаний, но Биддл и Паркер выступили против данной идеи — Лоуренс согласился с их точкой зрения. Биркетт остался убежден, что американские судьи не пожелали вмешаться «по личным причинам, связанным с Джексоном».
Третий день прокурор Джексон начал с того, что судья Биддл назвал в личной переписке «глупой речью» — протестом, основанном на 18-й статье устава МВТ. Прокурор попытался аргументировать необходимость предотвращения пропаганды в зале суда. В ответ Геринг применил «новую и обезоруживающую тактику»: он пошёл на «сотрудничество», делая это столь покровительственно, что наблюдатели едва могли отличить такое поведение от выражения презрения. В тот день Джексон предъявил материалы, доказывавшие поддержку (но не планирование) Герингом «Хрустальной ночи» и многочисленные антисемитские высказывание фельдмаршала, часто имевшие форму шутки.
При этом Джексону удалось «завалить» Геринга записями о товарных эшелонах с произведениями искусства для его частной коллекции. Прокурор намеревался также доказать намерение Геринга разрушить дом американского посла во время бомбардировки Варшавы в 1939 году, основываясь на «аэрофотоснимке»: Геринг, как летчик Первой мировой войны, доказал, что снимок не был сделан с воздуха.
Данный судебный процесс рассматривается как зрелище, своего рода гладиаторское шоу, в котором видные нацисты, такие как Геринг, занимают место диких зверей, а обвинители выступают в роли гладиаторов и наживок.— судья Биркетт
В целом, перекрестный допрос Джексона стал катастрофой для обвинения: в особенности с учётом того, что трибунал постановил, что дальнейшие перекрестные допросы не могли касаться уже затронутых тем. Геринг вернулся на скамью подсудимых как «гладиатор, победивший в бою». Во время показаний Геринга, советская пресса перестала выпускать статьи о ходе процесса, ограничившись краткими заметками о «фашистской пропаганде».

##### Допрос Максвелл-Файфа
Британские прокуроры изначально предполагали ограничиться небольшим количеством конкретных пунктов Герингу. Столкнувшись с неудачей Джексона, британская команда приступила к тщательному изучению оставшихся материалов в поисках дополнительных доказательств. Максвелл-Файф начал свой допрос за десять минут до окончания сессии: Геринг, выглядевший уставшим, взглянул на часы. Трибунал постановил продлить заседание ещё на полчаса. Максвелл-Файф успел подвести Геринга к повторению его заявления об «отпуске» в период расстрела бежавших из лагеря Штагал: Максвелл-Файф документально доказал, что отпуск закончился раньше окончания расстрелов.
Следующим пунктом стала операция «Кугель», в рамках которой всех бежавших из лагерей для военнопленных — кроме британцев и американцев — передали СД для расстрела. Журналисты обратили внимание, что Геринг побледнел. После этого Максвелл-Файф вернулся к теме Шталага и заставил Геринга найти выдержки в документах, в которых говорилось о том, что «рейхсмаршал был полностью проинформирован» о событиях.
Затем Максвелл-Файф предъявил доказательства агрессии в отношении Польши, в преднамеренном нарушении нейтралитета Голландии и Бельгия, и в планировании вторжения в Югославию. Геринг не смог опровергнуть своё знание о «зверствах против партизан», хотя ему и удалось исключить один из незаверенных документов из итогового протокола. Документы об Освенциме и использовании «рабского труда» показывали, что Геринг — как «ответственный за Четырёхлетний план» — был виновен как минимум в преступной халатности.
Корреспондент «Times» отметил что Геринг потерял самоуверенность. Максвелл-Файф позже писал, что Геринг был «самым грозным свидетелем», которого он когда-либо допрашивал — реальный Геринг был мало похож на героя карикатур. Прокурор Руденко, взявший инициативу после британского коллеги и задававший вопросы в форме утверждений, не получил от Геринга никаких признаний — но позволил ему обвинить СССР в депортации 1 680 000 поляков и украинцев. 22 марта совместными усилиями американских и советских прокуроров трибунал удалось убедить изъять из протокола ряд заявлений Геринга. Французская прокуратура не стала задавать фельдмаршалу вопросов. Узнав о ходе дела защиты, комиссия Вышинского начала обсуждать ситуацию с Катынью.

##### Итоги дела
По мнению многих современников, неудача Джексона стала результатом его неадекватной техники допроса: ему не хватало того, что Максвелл-Файф называл «шестым чувством перекрестного допроса, которое подсознательно предвосхищает работу разума свидетеля». То, что Геринг довел Джексона до гнева отмечалось другими наблюдателями: впервые столкнувшись с «нацистским менталитетом» бывший американский судья был ошеломлён; так британский дипломат Ричард Бомонт полагал, что допрос Геринге с самого начала следовало вести европейцу. Максвелл-Файф был не согласен с теми, кто обвинял в неудаче Джексона судей: он полагал, что человеку, которому грозила смертная казнь, была позволена некоторая «свобода действий». После двухнедельных показаний Геринга и его свидетелей, Контрольный совет был заметно встревожен ходом событий на процессе. При этом, ранние критики — полагавшие, что процесс являлся заведомо несправедливым — находили значительно меньше поддержки. Кроме того, ключевые документальные доказательства не были опровергнуты бывшим фельдмаршалом.

#### Дело Гесса
После окончания дела Геринга, с 25 марта общественное внимание сосредоточилось на Гессе. Днём ранее в газете «Sunday Express» было опубликовано интервью с его адвокатом Зайдлем — сменившим Роршайдта — в котором новый защитник высказал как мнение о том, что Гесс сам будет давать показания, так и свой пессимизм о способности подзащитного адекватно защищать себя. За два дня до выхода статьи Зайдль оспорил полномочия трибунала рассматривать внешнюю политику нацистской Германии как суверенного государства. Кроме того он утверждал, что нацистская партия приобрела «бешеную» популярность в результате условий, наложенных Антантой на Германию в конце Первой мировой войны.
За прошедшие месяцы Зайдль подготовил сборник документов, состоявший, в основном, из газетных статей и заявлений политиков, критиковавших Версальский договор: Максвелл-Файф опротестовал приобщение к делу «сборника полемических и журналистских» мнений о Версале. Адвокат Риббентропа Мартин Хорн выступил в защиту, сообщив, что Версальский мир был подписан «под принуждением». Судья Биддл согласился с прокуратурой и МВТ не принял сборник Зайдля. Поскольку дискуссия между юристами продолжилась, Лоуренс прямо спросил Зайдля, действительно ли он полагал, что «несправедливый» договор оправдывал начало войны и нацистскую политику? Зайдль ответил уклончиво. Трибунал постановил, что любое обсуждение Версальского договора являлось недопустимым.
После этого Зайдль стал настаивать на приобщении к делу секретного протокола к пакту Молотова — Риббентропа, переданного ему американскими юристами: Руденко протестовал, называя происходившее «провокацией» и «попыткой отвлечь Трибунал от вопросов, которые мы расследуем». 28 марта судья Никитченко также выразил свои возражения и судьи пришли к «компромиссу» — секретный протокол не будет зачитан в суд, но на него можно было ссылаться. 1 апреля, уже в ходе перекрестного допроса Риббентропа, трибунал заслушал письменные показания под присягой одного из ключевых участников составления пакта, Фридриха Гауса, которые предоставил Зайдль. Если прокуроры Руденко и Зоря уже знали о событиях 1939 года, то советская переводчица Татьяна Ступникова в своих воспоминаниях, опубликованных после распада СССР, описала свой «шок» от секретных соглашений между властями СССР и нацистской Германии. На следующее утро о «соглашении по разделу Польши» написали все ключевые СМИ мира.
Поскольку Гесс покинул Рейх на раннем этапе войны, обвинения против него строились на основе «нацистского заговора». Бывший руководитель Зарубежной организации НСДАП Эрнст Боле и обер-бургомистр Штутгарта Карл Штрёлин выступили в роли свидетелей Гесса. Они показали, что Зарубежная организация, возглавлявшаяся Гессом, не выступала в роли «пятой колонны» в зарубежных странах. Документальные доказательства, однако, показывали, что данная структура поставляла в Берлин разведывательные данные. Гесс внимательно следил за происходившим в зале суда, но сам отказался давать показания.

#### Дело Риббентропа
Министр иностранных дел нацистской Германии Риббентроп, неоднократно призывавший политиков других стран истреблять евреев и участвовавший в массовой депортации иностранных рабочих в Германию, стал следующим в списке обвиняемых. В январе Риббентроп сменил адвоката: Заутера заменил Хорн, подготовивший 313 «малопригодных» документов в защиту своего клиента — только указатель представленных бумаг занимал 31 страницу. Американский прокурор Дрексель Спречер (Drexel A. Sprecher) был «совершенно ошеломлен» количеством доказательств, основанном на принципе «tu quoque». 25 марта бывший министр заявил, что болен, однако тюремный врач пришёл к выводу, что он был способен давать показания. Ко 2 апреля бессистемность изложения дела Хорном начала вызывать недовольство судей — особенно после того как он расширил список документов, включив в него девять новых томов. На следующее утро МВТ отказался принять более половины из документов Риббентропа.
Адъютант Риббентропа, статс-секретарь Густав Штеенграхт фон Мойланд стал первым свидетелем в его защиту. Читая свои показания, Штеенграхт назвал Риббентропа «нетипичным нацистом» (в отличие от Геринга и Гесса) и отметил как «солдатское послушание» своего бывшего начальника, так и его стремление смягчить нацистскую политику. Штеенграхт заявил также об отсутствии влияния Риббентропа на Гитлера. Свидетель обратил внимание суда на то, что Третий Рейх представлял собой «бесчисленное» множество пересекавшихся, конкурировавших и открыто противодействовавших друг другу органов, координировавшихся исключительно Гитлером: так не менее 20 различных организаций, включая бюро «Dienststelle Ribbentrop», боролись за влияние на внешнюю политику.
Секретарь Риббентропа Маргарет Бланк не сообщила трибуналу ценных сведений, но стала первым свидетелем устно подтвердившим наличие секретных договорённостей между Рейхом и СССР. В то же время переводчик Пауль-Отто Шмидт во время перекрестного допроса Максвелл-Файфа заявил, что нацисты «стремились к господству в Европе» и что выступления Гитлера на различных «конференциях» являлись ключевым фактором в формировании политики Рейха. 28 марта Дин отметил, что после заявлений Шмидта многие обвиняемые «начали отказываться от некоторых свидетелей, о которых они ранее просили».
Риббентроп, «усталый и сломленный» вид которого отметили газеты, начал давать показания днем 28 марта: рассказав о «злодеяниях» Версальского договора и «ужасах» экономического краха Германии, он получил предупреждение от Лоуренса о недопустимости «версальской» тематики. Риббентроп настаивал, что в межвоенный период Третий Рейх предпринимал исключительно «оборонительные меры» против врагов у своих границ, подстрекаемых правительствами Франции и Великобритании. Газеты и другие обвиняемые были недовольны подходом бывшего министра в своей многодневной «апологии». Советские власти отметили как неготовность суда принимать документы о Мюнхенских соглашениях, так и то, что ключевые бумаги появлялись в западной прессе раньше, чем трибунал признавал их допустимыми.
Максвелл-Файфу, ведшему пятичасовой перекрестный допрос, удалось выявить нестыковки в позиции обвиняемого: так Риббентроп утверждал, что почётное звание в СС стало для него сюрпризом, хотя в распоряжении прокуратуры было его собственноручное письмо-прошение о таком звании. Риббентроп также говорил, что ничего не знал о концентрационных лагерях, хотя все шесть его резиденций располагались поблизости от них. Прокурор Руденко, имевший мало опыта в реальном судебном допросе, и его коллега Фор, задававший вопросы после британца, не получили от Риббентропа новых признаний. 6 апреля трибунал рассмотрел «жёсткий» протест Руденко против действий трибунала: судья Биддл обратил внимание коллег, что протесты прокурора Руденко и судьи Никитченко иногда дословно повторяли друг друга.

#### Дело Кейтеля. Длительность процесса
3 апреля бывший начальник штаба Верховного командования вермахта (ОКВ), фельдмаршал Кейтель начал давать показания с заявления, что он «был солдатом по склонностям и убеждениям». «Уверенность и решительность» генерала в ходе его речи, занявшей два с половиной дня, впечатлила аудиторию; однако продолжавшееся «преклонение» Кейтеля перед «гением фюрера» вызвало неудовольствие даже у его адвоката. В своих показаниях Кейтель чётко разделял политику и деятельность армии, которую он называл «инструментом политиков». Так «вопросы внешней политики» не интересовали командующего Кейтеля, следившего только за исполнением приказов. Кейтель, не входивший в НСДАП, утверждал, что ничего не знал об условиях в лагерях для военнопленных, несмотря на право ОКВ инспектировать их. Он также заявил, что ничего не знал и о передаче заключённых в СД, хотя формально он выступал в роли апелляционной инстанции в данном процессе. По версии Кейтеля, ОКВ «не имело полномочий командовать»: приказы за подписью Кейтеля были «приказами фюрера». В ходе своих показаний фельдмаршал провёл аналогию между вермахтом и советской армией — в которой, по его мнению, приказы Сталина не принято было обсуждать.
При перекрестном допросе Руденко, Додда и Максвелла-Файфа Кейтель признал факт существования «военных преступлений» и то, что вооружённые силы иногда «переступали черту». Он согласился с тем, что исполнял «преступные приказы», противоречившие его «внутреннему голосу». Ответственность же за преступления нёс Гитлер: «Фюрер злоупотребил своим авторитетом». Дин отметил, что «как и Кессельринг, [Кейтель] правдив и порядочен в соответствии со своими собственными стандартами, но его стандарты — стандарты дикаря». При этом конфликт с Кейтелем вызвало употребление советским прокурором таких обращений как «подсудимый Кейтель, фельдмаршал бывшей немецкой армии». Судья Лоуренс спросил, пытался ли Кейтель официально протестовать против политики, которую, по его собственным словам, он ненавидел: Кейтель ответил, что, возможно, он написал заявление об отставке зимой 1939—1940 годов.
Первый свидетель Кейтеля, начальник Рейхсканцелярии Ганс Ламмерс, утверждал, что только Гитлер и Борман принимали решения. Генералы Адольф Вестхофф и Макс Вилен, от которых пытался отказаться сам Кейтель, были вызваны трибуналом для подтверждения своих письменных показаний о казнях в лагере «Stalag Luft III»: оба подтвердили свои заявления и добавили новые подробности, указывавшие на роль Геринга и Кейтеля. Допрос Ламмерса со стороны Покровского произвёл впечатление на иностранных коллег, поскольку советский прокурор сумел представить новые улики об условиях перевозки военнопленных.
Рассмотрение дела Кейтеля, занявшее семь дней и не добавившее новых фактов, усилило у ряда наблюдателей восприятие всего Нюрнбергского процесса как «пустой траты времени» — в суде наступил «момент экзистенциального кризиса». Прокуроры жаловались на то, что судьи давали слишком много свободы подсудимым, а судьи осуждали обвинение за длительные перекрестные допросы со стороны каждой из прокурат. Судья Биркетт полагал, что трибунал утратил контроль над длительностью слушаний. Не желая сокращения своих полномочий, главные прокуроры протестовали против идеи ограничиться тем, чтобы только один из них задавал вопросы одному обвиняемому; прокуроры видели проблему в поведении защитников, требовавших приобщить к делу слишком много документов.
4 апреля Максвелл-Файф, начавший понимать, что процесс продлится как минимум до конца лета, встретился с адвокатом Шахта, Диксом, в надежде выработать соглашение о том, какие из документов были необходимы и приемлемы. Через два дня оба юриста публично выразили своё удовлетворение от подобной «добровольной» системы. Джексон со своей стороны выразил сожаление по поводу того, что трибунал не осознавал «политические последствия» затягивания судебного разбирательства. Желание Розенберга приобщить к делу 25 000 страниц и напечатать 260 дополнительных экземпляров сборника документов для распространения среди прессы стало «катализатором» для ускорения процесса: Джексон полагал, что «Соединенные Штаты не могут действовать в качестве агента для распространения этой антисемитской литературы».
Журналистка Ребекка Уэст, у которой в Нюрнберге были отношения с судьей Биддлом, позже писала, что западные судьи были крайне озабочены проблемой «суда победителей»: они прилагали максимальные усилия, чтобы гарантировать, что каждый обвиняемый получит в итоге справедливый суд. Явное отсутствие беспристрастности у Никитченко только усиливало желание остальных судей дать подсудимым максимально широкие возможности для своей защиты.

#### Дело Кальтенбруннера. Свидетельства Хёсса
Рассмотрение дела Кальтенбруннера началось 11 апреля и продлилось 2,5 дня, во многом потому, что ещё 2 апреля британская группа прокуроров передала свои материалы американским коллегам. Адвокат Кальтенбруннера Курт Кауфман также проявил «эффективность»: он лаконично резюмировал свои аргументы, коротко зачитал позитивные характеристики Кальтенбруннера со стороны его коллег и настаивал на кратких ответах своего клиента. Кальтенбруннер, чью «слабую колеблющуюся волю и эмоционально неустойчивую шизоидную личностью» отмечал Гилберт, последовательно настаивал на своей незначительности в принятии политических решений — его адвокат настаивал, что высокий пост главы РСХА был получен юристом Кальтенбруннером только потому, что он являлся «наименее опасным человеком для Гиммлера» (в особенности, по сравнению с Гейдрихом).
Кальтенбруннер утверждал, что его интересовала только разведка — в то время как прокуроры стремились увязать его с деятельностью гестапо. При этом Кальтенбруннер не пытался отрицать преступлений, совершённых гестапо и СД. Однако, он полностью отрицал свою роль в них: он утверждал, что приказы за его подписью печатались без его ведома и что другие лица подделывали его подпись на оригиналах документов. Газета «Times» полагала, что бывший начальник РСХА «выдвинул самую уродливую линию защиту, которую когда-либо слышали на Нюрнбергском процессе» — пытаясь «спрятаться» за Гиммлером и Мюллером.
Перекрестный допрос со стороны прокурора Амена продолжался полтора дня: он выявил собственное распоряжение Кальтенбруннера о расстреле британских и американских коммандос, документ о начале принятия антисемитских мер в Дании и об убийстве 65 000 заключённых в Маутхаузене. Кальтенбруннер вновь заявил, что все документы являлись подделками и что он никогда не слышал о существовании Освенцима до 1943 года. Бывший глава РСХА заявил, что никогда не видел газовой камеры, хотя в показаниях против него говорилось, что он «со смехом пошел в газовую камеру» Маутхаузена. Советский прокурор Лев Смирнов в последний момент попросил права задать вопросы, составленные комиссией Вышинского, об истреблении польских евреев. Остальные обвиняемые сочли показания Кальтенбруннер ложью; с подобной оценкой были согласны и наблюдатели в зале суда.
Главный свидетель Кальтенбруннера Рудольф Хёсс явился в суд 15 апреля: бывший заместитель главного инспектора концентрационных лагерей детально рассказал о деятельности Освенцима и Треблинки, обратив внимание на высокую организованность «процесса» истребления. «Небрежность, спокойствие и хладнокровие», с которыми Хёсс сообщил, как он наблюдал за гибелью 2 миллионов человек, впечатлила всех присутствовавших. После окончания заседания Дениц и Геринг сказали Гилберту, что Хёсс очевидно был южным немцем: пруссак никогда бы не смог организовать подобного. Судья Лоуренс отказал советским и французским прокурором в праве задать вопросы Хёссу — прокуроры через несколько дней обратились к судьям с совместным протестом против подобной практики. Второй свидетель Кальтенбруннера, бывший бургомистр Вены Герман Нойбахер, не дополнил дело новыми материалами.

#### Дела Розенберга и Франка
Во второй половине дня 15 апреля редактор газеты «Völkischer Beobachter» Альфред Розенберг начал свою полуторадневную речь: он попытался представить свои идеи о евреях в виде «научной» расовой теории — многие зрители покинули зал заседаний. В отсутствие на скамье подсудимых ключевых антисемитов — прежде всего, Гитлера и Гиммлера — прокуроры пытались представить Розенберг как ведущего антисемита Рейха. Розенберг указал на то, что СССР не подписал Женевскую конвенцию — добавив, что Гаагские конвенции были неприменимы на Восточном фронте, «поскольку СССР следовало считать распавшимся» государством. Он сообщил и о своей роли в «возрождении украинского исторического сознания». Утром 17 апреля прокурор Додд приступил к перекрестному допросу: столкнувшись с конкретными документами, Розенберг попытаться объяснить суду, что «истреблять» не означало «убивать». Руденко задал только один вопрос о вторжении в СССР.
Дело бывшего рейхсляйтера Ганса Франка, состоявшего генерал-губернатором Польши, строилось на более чем 40 томах его дневника, который прокуроры дополнили официальными документами. Франк в период губернаторства полагал, что «вся территория [Польши] являлась военным трофеем Германского Рейха» и что жители региона также стали «принадлежать» Рейху. 18 апреля — после собственных свидетельств, занявших 2¼ часа — Франк на допросе у Смирнова указал, что его должность не давала ему контроля над деятельностью СС в Польше; он также сообщил, что 14 раз пытался уйти в отставку. Смирнов поймал Франка на лжи: рейхсляйтер утверждал, что не слышал название «Майданек» до 1944 года, на что Смирнов предъявил ему документ об отправке туда евреев, за подписью самого Франка, от мая 1943. При этом Франк признал, что лично сыграл роль в истреблении евреев, хотя и рассказал суду о своих усилиях добиться освобождения нескольких краковских профессоров:
Теперь, когда я получил полное представление обо всех ужасных злодеяниях, которые были совершены, меня охватывает глубокое чувство вины.— Франк, 18 апреля 1946
Свидетели Франка — Рудольф Бильфингер, Курт фон Бургсдорф и Йозеф Бюлер — не добавили ничего существенного, рассказав лишь об отдельных деталях нацистской политики. Другие обвиняемые внимательно слушали Франка: за обедом только Папен и Зейсс-Инкварт поддержали его. Ширах, долго колебавшийся в вопросе о том, какой линии защиты ему следовало придерживаться, был впечатлён позицией Франка — и к пасхальному перерыву в середине апреля стало понятно, что подсудимые разделились.

#### Дело Фрика. Показания Гизевиуса
Дело бывшего рейхсминистра внутренних дел Вильгельма Фрика, начавшееся 23 апреля, стало первым после перерыва на Пасху. Оно рассматривалось без его показаний: он отказался от развёрнутой речи, внеся только несколько исправлений в позицию прокуратуры. Фрик указал, что не встречался с Гитлером после 1937 года и что сам он никогда не одобрял зверств. Фриче и Кемпнер были убеждены, что, не давая показаний, Фрик хотел избежать вопросов о деньгах, которые он отложил на трёх банковских счетах в период исполнения роли «протектора» Богемии и Моравии.
Утром 24 апреля адвокат Фрика, Отто Панненбекер, попросил суд приобщить к делу документы, доказывавшие, что между официальным положением его клиента и его фактическими полномочиями существовала заметная разница. Во второй половине дня адвокат вызвал единственного свидетеля, бывшего сотрудника абвера Ганса Гизевиуса. Начиная с 1933 года Гизевиус составлял досье о незаконной деятельности гестапо; перед началом войны фельдмаршал Эрвин Вицлебен помог ему устроиться на службу в ОКВ, где Гизевиус стал участником заговоров против Гитлера. Гизевиус сообщивший суду, что «в нацистской Германии было возможно всё», разрушил таким образом версию большинства обвиняемых о невозможности протеста.
Как свидетель защиты Гизевиус назвал Фрика «министром без личной исполнительной власти» и развёрнуто поддержал версию защиты Шахта. Сам Гизевиус по-разному воспринимался общественностью: западные СМИ писали о нём как о «герое», в то время как советские газеты были настроены скептически, вспоминая о роли Гизевиуса в попытке организации контакта между германским сопротивлением и странами Западной Европы — без участия СССР. Гизевиус воспользовался возможностью продолжить свой «личный крестовый поход против нацизма»: вопреки их собственным утверждениям, Гизевиус говорил, что Риббентроп, Йодль и Функ имели большое персональное влияние на Гитлера. Гизевиус был уверен, что Нейрат и Папен были полностью осведомлены о деятельности гестапо; он также подчеркнул «огромное» влияние Кейтеля на ОКВ и армию, а также — на полную осведомленность генерала об уничтожении евреев и «зверствах», совершавшихся как солдатами СС, так и военнослужащими Вермахта.
Гизевиуса подробно описал роль Геринга в поджоге Рейхстага и в организации «чистки в СА». Он сообщил «скандальные» подробности об интригах Геринга и Гиммлера против генералов Вернера Бломберга, женившегося на проститутке, и Вернера Фрича, обвинённого в гомосексуальности (см. Дело Фрича — Бломберга). Судья Лоуренс попытался остановить свидетеля на том основании, что данный истории не имели отношения ни к одному из пунктов обвинения: адвокат Дикс и прокурор Джексон выступили за то, чтобы Гизевиус продолжил. Геринг в гневе встал со скамьи подсудимых, сопротивляясь любым попыткам усадить его обратно — после окончания заседания фельдмаршала буквально «затолкали» в лифт. Вспомнил Гизевиус и о попытке «умиротворения» нацистской Германии, предпринятой правительствами Франции и Великобритании в 1938 году.
Я хочу поблагодарить вас, господин прокурор, за предоставленную мне возможность… свидетельствовать от имени мертвых и живых.— финальное обращение Гизевиуса к Джексону
Появление Гизевиуса стало причиной конфликта среди адвокатов: Гизевиус утверждал, что услышал разговор между адвокатом Геринга Штамером и адвокатом Шахта Диксом, в котором Штамер передавал угрозы от Геринга. Дикс подтвердил слова Гизевиуса. Трибунал не дал никаких публичных комментариев по поводу попытки запугать свидетеля. Утром 26 апреля Панненбекер озвучил поддержку со стороны ряда немецких адвокатов открытости позиции Гизевиуса; Гизевиус принял извинения, подчеркнув, что сам он не хотел критиковать адвокатов защиты, которые выполняли «сложную задачу».
Во время дачи показаний Гизевиус рассказал и о попытках армейского переворота против Гитлера: вновь вопреки желанию судьи Лоуренса, но при поддержке сразу нескольких защитников, Гизевиус назвал имена целого ряда известных офицеров, включая Эрвина Роммеля, среди потенциальных участников заговора. В тот же день, при ответе на вопрос Александрова о роли Шахта в приходе Гитлера к власти, Гизевиус уточнил, что не был знаком с подсудимым до 1934 года.

#### Дело Штрайхера
Основатель еженедельника «Der Stürmer» Юлиус Штрайхер — постоянно повторявший, что генерал Эйзенхауэр и прокурор Джексон были евреями — являлся, по мнению тюремной администрации, «наименее умным и наименее послушным из всех подсудимых». Его дело было сложным для британских прокуроров: «ярый антисемит» Штрейхер неоднократно призывал к убийству евреев, но не занимал после 1940 года никакого официального поста, на котором мог бы проводить подобную политику. Защитник Маркс ставил под сомнение юридическую связь между мыслью его клиента и действиями других лиц.
В ходе вечерней сессии 28 апреля Штрайхер начал давать показания, начав с резкого осуждения собственного адвоката, уже неоднократно пытавшегося уйти в отставку. Далее Штрайхер пожаловался, что в тюрьме его «заставляли целовать ноги неграм». Поведав суду как евреи в 1918 году захватили власть в Германии, он с удовлетворением рассказал о своей роли в разрушении главной синагоги в Нюрнберге в 1938 году — в то же время, он не признавал своей роли ни в каких из военных преступлений. Когда Штрайхер сказал, что Гитлер видел в Сталине «человека действия» — который, к сожалению для фюрера, был «окружен евреями» — Руденко потребовал, чтобы трибунал остановил подсудимого.
Британец Гриффит-Джонс провёл перекрёстный допрос «учтиво и с ледяной вежливостью»: он представил пачку швейцарской еврейской газеты, на которую был подписан Штрайхер. В газете сообщалось о казнях евреев в Одессе и Холокосте в целом. Штрайхер заявил, что он не читал подобные статьи. Затем Гриффит-Джонс представил несколько собственных статей Штрайхера, в одной из которых выражалась надежда на уничтожение иудаизма «до последнего человека». Водитель и жена Штрайхера выступили в роли его свидетелей — они скорее подтвердили обвинения, чем опровергли их.
После дела Штрейхера вновь возникла дискуссия о длительности процесса. По результатам переговоров каждая группа обвинителей стала ответственной за собственные направления: британцы отвечали за преступления на море и обращение с военнопленными, французские юристы интересовались нацистской политикой грабежа и принудительного труда, американцы разрабатывали вопрос о едином заговоре, а за СССР оставалась уголовная ответственность германских финансистов и промышленников.

#### Дело Шахта
Бывший президент Рейхсбанка Ялмар Шахт был полностью уверен в своей невиновности по всем пунктам обвинения: в своих мемуарах он писал, что «в английской газете меня описали как самого упрямого из всех нюрнбергских заключённых, и я очень этим горжусь». Утром 30 апреля Шахт, которому повезло выступать после Штрайхера, начал давать показания. Использовав для этого 2,5 дня, Шахт не столько представил опровержение обвинениям, сколько переставил факты местами, приведя совершенно иную интерпретацию своей роли в истории Рейха — американский дипломат Джордж Мессерсмит описал Шахта как человека, который «всегда пытался играть за обе команды». Решающим доводом обвинения было то, что Шахт участвовал в финансировании программы перевооружения.
Шахт рассказал, что поддерживал НСДАП на раннем этапе, поскольку верил в право на самоопределение для всех наций, в возможность отменить дискриминационные условия «Версальского диктата» и в «сильное» правительство. Отметив способность Гитлера «управлять массами», Шахт осудил фюрера как человека, не понимавшего экономических проблем: банкир назвал книгу «Майн кампф» «пропагандой… от фанатичного полуобразованного человека». Шахт показал, что никогда до заключения не встречался с Кальтенбруннером и Ширахом, а с другими обвиняемыми он не виделся с 1938 года. Шахт перестал обедать у Гитлера, поскольку основой нацистской идеологии, по его словам, было «пьянство». Шахт также утверждал, что уважение, проявленное западными государственными деятелями к нацистской элите в период с 1935 по 1938 год, затруднило убеждение немецкого народа в истинных намерениях Гитлера.
Шахт объявил себя националистом, ни в коей мере не поддерживавшим претензии на территории, заселённые не немецкоязычными жителями. Он указал, что никогда не присутствовал на военных конференциях и отрицал, что знал, как были потрачены предоставленные Рейхсбанком финансовые средства. Шахт настаивал, что ушёл из госбанка, как только политика Гитлера поставила под угрозу финансовую безопасность Германии — во главе банка Шахт пытался «затормозить» масштабные траты. Он упомянул свои жалобы Гитлеру на преследование евреев и отправку людей в концентрационные лагеря без суда. Контакты Шахта с заговорщиками, намеревавшимися убить Гитлера, были уже известны благодаря показаниям Гизевиуса.
«Саркастические остроумие» Шахта, показавшего себя образованным человеком, и его «пренебрежительное отношение к другим подсудимым» произвело впечатление на зрителей и журналистов — хотя Дин и полагал, что подсудимый был «чрезвычайно уклончив». Другие подсудимые были недовольны выступлением финансиста: Редер рассмеялся на словах Шахта о том, что он не знал как правительство Гитлера тратило деньги. Фрик предположил, что, если бы Третий Рейх выиграл войну, Шахт «бегал бы по залу, громко крича „Хайль Гитлер!“».
Прокурор Джексон — понимавший слабость обвинений против Шахта, но полагавший его осуждение решающим для всех дальнейших дел против промышленников Рейха — начал перекрестный допрос 2 мая. В ходе допроса Шахт опроверг письменные показаний Бломберга, что он обсуждал финансирование вермахта; других доказательств такого обсуждения у обвинения не было. Шахт «спокойно» признал, что носил золотой партийный знак НСДАП, поскольку это было «очень удобно в поездках и при заказе автомобилей». Джексон попытался вывести Шахта из равновесия, напомнив тому его собственные призывы заклеймить тех, кто покровительствовал еврейским магазинам, «предателями».
Вот что происходит, когда в Европу посылают американских прокуроров, которые даже о Версальском договоре ничего не знают.— Шахт о Джексоне
Однако Шахт сохранил контроль и регулярно поправлял Джексона с датами и именами, отвечая в том числе и по-английски. Судья Биркетт полагал, что Джексон совершил «ошибку, задавая Шахту вопросы по банковским и экономическим вопросам». Перекрестный допрос был малоубедителен для современников: газета «Daily Telegraph» полагала, что позиции Шахта только слегка пошатнулись после допроса, а «New York Times» сообщила, что у опрошенных её корреспондентом юристов сложилось впечатление, что Шахт «выскользнул из рук Джексона» — что банкир вполне мог «добиться оправдания». Пытаясь выявить роль Шахта как посредника между нацистами и крупным бизнесом, советский прокурор Георгий Александров повторил вопросы Джексона — дополнив их двумя собственными, которые подсудимый счёл «просто бессмысленными». По окончании допроса Шахт, «помолодевший лет на десять», вызвал в зал двух своих свидетелей: одним из них был член совета директоров Рейхсбанка Вильгельм Фоке.

#### Дело Функа
Обвинения против бывшего министра экономики Вальтера Функа, начавшееся 3 мая, базировались на формальных позициях, которые он занимал. Геринг уже отмечал, что министерство Функа было «пустой оболочкой» и министру регулярно отказывали в посещении национал-социалистических собраний. Обвинение не смогло доказать, что Функ занимался привлечением иностранной рабочей силы, сосредоточившись на его деятельности по устранению евреев из экономической жизни нацистской Германии. Функ также получал и хранил золото СС, полученное от жертв в концлагерях. Газета «Daily Telegraph» назвала Функа «самым жалким и убогим» из всех подсудимых; «Chicago Daily News» сообщила, что на скамье подсудимых Функ «напоминал гнома, потерявшего своего последнего друга».
4 мая Функ рассказал суду о своей очарованности личностью фюрера и что каждая его должность «существовала только на бумаге». Перекрестный допрос, проводившийся Доддом, длился полтора дня: прокурору удалось показать, что министр знал о золотых депозитах СС в Рейхсбанке. 7 мая Додд рискнул показать суду фильм, в котором демонстрировалось как золотые слитки выплавлялись из часов, колец и зубных коронок заключённых концлагерей — американская прокуратура отдавала себе отчёт в слабости связи между показанными кадрами и действиями обвиняемого. В тот же день прокурор Рагинский устроил допрос Функа, оставивший смешанные впечатления: бывший министр продолжал отрицать все общие обвинения, а конкретных фактов ни одна из прокуратур не представила.
Функ вызвал в качестве свидетеля Франца Хейлера и бывшего вице-президента Рейхсбанка Эмиля Пуля. 15 мая Пуль не столько выступил в защиту Функа, сколько попытался оправдать себя; показания Пуля скорее доказывали ложь Функа в зале суда. Контр-свидетель прокуратуры, сотрудник Рейхсбанка Альберт Томс (Albert Thoms) обвинил и Функа, и Пуля в причастности к работе с эсесовским золотом.

#### Дело Дёница
Адмиралу Дёницу были предъявлены обвинения по первым трём пунктам: прокуратура утверждала, что он внёс заметный вклад в начало войны и сыграл роль в нападении на Польшу, а затем — на Норвегию и Данию. Дениц — в целом полагавшийся на ту же линию защиты, что и Кейтель — утверждал, что малочисленность подводных лодок, находившихся под его командованием в начале войны, сама по себе доказывала отсутствие агрессивных намерений. Тот факт, что подводные лодки покинули порт Киля до формального начала войны, был расценен прокурорами как признак агрессивных намерений.
Однако, основной упор в обвинениях против Деница строились на третьем пункте — на военных преступлениях. В обвинительном заключении адмирал обвинялся в «убийстве и жестоком обращении с гражданскими лицами на оккупированных территориях». В частности, обвинение утверждало, что работавшие на военно-морских верфях в Дании подвергались террору и что к концу 1944 года Дениц приказал использовать на верфях 12 000 заключённых концлагерей. Кроме того, обвинители стремились доказать, что военно-морская война велась Германским флотом с полным игнорированием существовавшего военно-морского права.
Адвокат Кранцбюлер, использовав помощь бывшего офицера флота по связям с общественностью Ганса Меккеля (Hans Meckel) и ряда немецких военно-морских экспертов, построил обоснованную защиту, вызвавшую уважение даже у прокуроров. В общественном сознании тех лет флот Рейха не обладал столь явно негативной репутацией как вермахт и люфтваффе: многие офицеры флотов союзников — соглашаясь, что война на море была жестокой — всё же не считали Деница виновным в преступлениях. В день начала дела Деница, 8 мая, «Times» отметила, что в зале суда было необычно много людей в военно-морской форме.
Кранцбюлер выступил с речью, ключевой тезис которой состоял в том, что военно-морская практика всех стран, участвовавших во Второй мировой войне, была абсолютно законной. Он развивал точку зрения, согласно которой военно-морское право всю свою историю развивалось через приспособление к практическим обстоятельствам. Прокурор Максвелла-Файф возразил ему только в деталях.
Ведёт ли руководство государства политически агрессивную войну или нет, решать не мне; это не моё дело.— адмирал Дениц
Вопрос о законности приказов Деница — и их интерпретации младшими офицерами — был поднят обвинением в связи с «приказом о Лаконии»: адмирал — детально описавший трибуналу сложные обстоятельства, в которые он отдал данный приказ — полагал, что его распоряжение никак не стимулировало убийство выживших моряков. Перекрестный допрос со стороны Максвелла-Файфа и Покровского начался 9 мая: он был сфокусирован не на морском праве, а на отношениях между Гитлером и Деницем. В ходе допроса адмирал продолжил утверждать, что Рейх не капитулировал раньше не по причине фанатичной преданности самого Дёница нацизму, а поскольку адмирал надеялся, что больше немцев успеет перебраться на запад Германии, избежав таким образом советской оккупации.
На следующий день Максвеллу-Файф попытался связать Деница с приказом о коммандос и приказами убивать выживших с затонувших кораблей. Своими ответами, включая и антисемитские комментарии, адмирал произвел впечатление безжалостного командира — символа «прусского милитаризма» — но он не признался в совершении каких-либо преступлений. Дин, с подозрением относившийся к адмиралу и его словам, отметил в своём донесении, что «нет сомнений в том, что вину [Деница] будет труднее доказать, чем вину большинства других подсудимых».
Кранцбюлер продолжил защиту и после того как адмирал завершил своё выступление: адвокат потратил часть 11 мая и часть утра 13 мая на «упорядоченную и аргументированную» презентацию документов, многие из которых были британскими. Два свидетеля, которых он представил трибуналу — адмиралы Герхард Вагнер и Эберхард Годт подтвердили показания Деница. Третий свидетель — зять Деница, капитан Гюнтер Хесслер — представил несколько новых пунктов в защиту адмирала.
Хесслер объяснил суду, что перед каждой из миссий военно-морские офицеры получали тщательные инструкции по военно-морскому праву: их «вооружили своего рода логарифмической линейкой», помогавшей им быстро и точно принимать решения по правовым статусам судов и кораблей. Капитан указал и на наиболее уязвимую часть обвинения: на то, что в ходе многодневных слушаний прокурорами не было представлено никаких конкретных обвинений в преступлениях в открытом море. Хесслер завершил свою речь тем, что сообщил, что сам адмирал активно настаивал на сохранении всех военно-морских архивов: заявляя, что «у нас чистая совесть».
2 июля Трибуналу был официально представлен ответ на запрос Деница от американского адмирала Честера Нимица, являвшегося главнокомандующим Тихоокеанским флотом США с 1941 по 1945 год. Ответы Нимица на прямые вопросы были краткими и чёткими: США обозначили театры военных действий и атаковали на них без предупреждения; с 7 декабря 1941 года США вели неограниченную подводную войну; американские подводные лодки не спасали выживших в тех случаях, когда их собственные миссии подвергались опасности.

#### Дело Редера
Во второй половине дня 15 мая гранд-адмирал Эрих Редер начал давать свои трехдневные показания перед МВТ. Если обвинения в начале неограниченной подводной войны были серьёзно ослаблены после рассмотрения дела Деница, то обвинение в заговоре и начале агрессивной войны было значительно более обоснованным в случае с фактическим командующим флотом с 1928 года. В меморандуме Редера от октября 1939 года, прямо говорилось, что «желательно основывать все принимаемые военные меры на существующем международном праве; однако меры, которые считаются необходимыми с военной точки зрения… должны быть приняты, даже если они не охватываются действующим международным правом». Обвинение утверждало, что Редер совершал военные преступления — и предпринимал шаги, чтобы «замести следы».
В первый день Редер и его адвокат Вальтер Зимерс (Walter Siemers) подробно обсудили программу перевооружения нацистской Германии, затронув количество, класс и тоннаж кораблей; на следующее утро судья Лоуренс попросил Зимерса не входить в детали. Адвокат попытался построить линию защиты на тезисе, что военно-морское перевооружение Рейха было связано исключительно с обороной. Зимерс отрицал подлинность протокола Хоссбаха: он полагал, что вся конференция была уловкой, направленной против барона Нейрата. Гитлер, по мнению Редера, был «мастером блефа» — слова фюрера никогда не были выражением его реальных мыслей. Наличие двух версий речи Гитлера от августа 1939 года, отличавшихся в деталях, дало основание адвокату требовать исключения из материалов процесса обоих экземпляров. Выслушав позицию прокуратуры по поводу подлинности материалов, трибунал решил принять обе версии.
Редер, владевший русским, назвал планы нападения на Чехословакию и составление плана «Барбаросса» вариантами действий «на случай непредвиденных обстоятельств». Редер лишь вскользь коснулся предполагаемого британского вторжения в Норвегию — что вызвало значительное облегчение среди сотрудников Форин-офиса. Шахт резюмировал заявления Редера так: «он не одобрял агрессивную войну и был обманут Гитлером, но он спланировал и начал агрессивную войну».
В ходе перекрёстного допроса, начавшегося 20 мая, Максвелл-Файф представил мнения двух немецких экспертов о том, что 118 германских подводных лодок были почти готовы к началу войны. Прокурор привёл и приказ адмирала, отданным за шесть дней до вторжения в СССР, атаковать советские подводные лодки — и оправдать это тем, что их «приняли за британские». Редер потерял самообладание. В ответе на вопрос Юрия Покровского по поводу плана «сравнять Ленинград с землей», Редер заявил, что никогда не слышал о подобном намерении Гитлера — и что сам он предпочёл бы сохранить Ленинградские верфи.
Свидетели Редера — Карл Зеверинг, Эрнст фон Вайцзеккер и Эрих Шульте Мёнтинг — давали показания два дня, не сообщив суду ничего значимого. Во время вопросов к бывшему государственному секретарю МИДа Вайцзеккеру, адвокат Зайдль в очередной раз попытался озвучить секретную часть пакта Молотова — Риббентропа: Руденко выразил свой протест, назвав документ «поддельным», а трибунал напомнил Зайдлю, что МВТ уже запретил публичное озвучивание данного текста; прокурор Додд присоединился к советской позиции. Не имея возможности представить свою копию секретных протоколов в качестве доказательства, Зайдль предоставил её международной прессе: 22 мая американская газета «St. Louis Post-Dispatch» опубликовала полный английский перевод секретных протоколов вместе со статьей своего нюрнбергского корреспондента Ричарда Л. Стоукса. В статью также был включён и отчёт Риббентропа о последующих германо-советских переговорах относительно возможного военного союза между СССР и нацистской Германией.
Заявление Редера, подписанное адмиралом во время его нахождения в Москве, стало предметом для нового конфликта: Покровский хотел зачитать документ, содержавший обвинения в отношении сразу нескольких подсудимых, но трибунал отказал советскому прокурору. Однако, документ оказался в распоряжении самих подсудимых в тюрьме, вызвав их личное раздражение к Редеру.

#### Усталость и скука
К середине мая внешние наблюдатели стали отмечать «скучность» Нюрнбергского процесса: большая часть доказательств казалась трибуналу и зрителям повторявшейся, а судебная тяжба виделась «бесконечной». К концу июля подобное восприятие только усилилось; заметно уменьшилось и освещение процесса в прессе. Рутинность работы отмечали и непосредственные участники процесса; писательница Эрика Манн была в числе немногих, кто оценивал отсутствие драматизма как свидетельство «честности и здравомыслия». В начале июня из МВТ был уволен французский переводчик, сидевший позади французских судей, но так и не понадобившийся им: он спал во время заседаний, обращая на себя внимание громким храпом.
Судья Биркетт, по его собственным словам, находился «в бессильном отчаянии». Судья Биддл почувствовал себя несчастным, когда его помощник Векслер начал собираться в США, чтобы продолжить академическую карьеру. Никитченко протестовал — в конце мая он представил остальным судьям меморандум, в котором связал медлительность судебного разбирательства с «преднамеренными попытками подсудимых и их адвокатов затянуть процесс». 13 июня профессор Трайнин написал в газете «Известия» статью о медленности процесса, что стало первым намеком в советской прессе на недовольство происходившим: положительно оценивая сам факт международного разбирательства, Трайнин призвал судей усилить контроль над разбирательством. Джексон был редким человеком, кто полагал, что процесс продвигался «не так уж и медленно».
С конца апреля британская группа в Нюрнберге начала получать запросы из офиса поверенного казначейства, полагавшего слишком обременительным содержать многочисленную группу юристов. Идея проведения второго процесса в рамках МВТ, хотя и регулярно обсуждалась, находила всё меньше сторонников.

#### Дело Шираха
23 мая лидер Гитлерюгенда Бальдур фон Ширах начал давать свои полуторадневные показания, которые газета «Manchester Guardian» охарактеризовала как «утомляющие»: Лоуренс несколько раз вмешивался, требуя от подсудимого перейти к сути. Ширах всё же подробно описал свою биографию. Перейдя к обвинениям, выдвинутым против него, Ширах отказался признать Гитлерюгенд в качестве организации, направленной на обучение «будущих агрессоров» — он видел в организации форму движения бойскаутов, стремящегося наладить дружбу между молодыми людьми со всего мира. Ширах был готов назвать обучение в Гитлерюгенда «предвоенной подготовкой», но не более того — он отрицал обвинения в участии членов его движения в погромах во Львове. Судьи во время обеда «бурно обсуждали», как поступить с показаниями подсудимого: члены трибунала разделились в том, следует ли ограничить подсудимого в длительности его речи.
Прокуроры также были в затруднительном положении. Они могли указать на несколько случаев, когда члены Гитлерюгенда принимали участие в терроре или совершали преступления против человечности, но ни одно из доказательств не вело прямо к Шираху: к тому, что он сам совершал преступные действия или прямо подстрекал к ним других. Также ещё в январе выяснилось, что один из важных документов в деле Шираха оказался подделкой — брошюра о причастности к гитлеровскому заговору Гитлерюгенда была создана антинацистской церковной группой.
Дело о губернаторстве Шираха в Вене было «крепче»: в период занятия им должности из города было вывезено до 185 000 евреев. Ширах в 1942 году заявлял, что «каждый еврей, работающий в Европе, представляет опасность для европейской культуры». Ширах сам предложил Гитлеру отправить венских евреев в Польшу и получал еженедельные отчёты от СС о деятельности айнзацкоманд. В середине утра 24 мая Ширах описал свои отношения с Гитлером, начавшие постепенно ухудшаться с 1943 года. Затем он заявил, что «расовая политика Гитлера была преступлением, которое привело к катастрофе для пяти миллионов евреев и для всех немцев». Газета «Times» сочла, что заявление Шираха прозвучало «в самых резких выражениях, которые суд когда-либо слышал» — пресса в целом не посчитала заявление сенсационным.
В ходе перекрестного допроса прокурор Додд «напомнил» Шираху о 10 000 винтовок, подаренных Гитлерюгенду вермахтом в 1937 году, и о телеграмме Борману после убийства Гейдриха — в которой Ширах предлагал совершить ответный воздушный налёт на «какой-нибудь британский культурный город». Три свидетеля Шираха — включая Хартмана Лаутербахера — не дополнили показания обвиняемого новыми сведениями.

#### Дело Заукеля
Бывший комиссар по рабочей силе Фриц Заукель начал давать свои показания второй половине дня 28 мая. Ему были предъявлены обвинения по всем четырём пунктам: в основном, в связи с перемещением рабочих из оккупированных стран на основную территорию Рейха, что было прямо запрещено Гаагской конвенцией 1907 года. Кроме того, в годы войны Заукель неоднократно посещал концлагеря Рейха, включая Дахау и Бухенвальд.
Недокормленные, больные, обиженные, отчаявшиеся и исполненные ненависти рабы никогда не дадут того максимума результата, которого они могли бы достичь в нормальных условиях.— Заукель, 1943
Стиль свидетельских показаний Заукеля напомнил журналистам многословие Шираха: за 2,5 дня судьи были ознакомлены с подробностями «счастливой жизни» гауляйтера Тюрингии с его «преданной женой и десятью детьми». Дойдя в повествовании до своей работы, Заукель отрицал использование принуждения и собственную информированность о положении остарбайтеров: он утверждал, что никогда не слышал об «истреблении трудом», никогда не видел писем с собственной машинописной подписью и не помнил встреч, на которых протокол фиксировал его присутствие. Отсутствие подписи СССР под Женевской конвенцией освобождало Заукеля, по его мнению, от любых юридических претензий. Корреспондент «Daily Telegraph» писал о явных противоречиях в заявлениях подсудимого.
Перекрёстный допрос, проводившийся французским прокурором Жаком-Бернаром Херцогом (Jacques-Bernard Herzog), подвёл Заукеля к признанию использования наручников при депортации и передачи сбежавших рабочих гестапо. В то же время Заукель отказался от всех признаний, сделанных в тюрьме. Допрос от прокурора Александрова, который газета «Times» назвала «четырехчасовым криком», свёлся к дискуссии о том, пять или семь миллионов «рабов» были перевезены в Германию — наблюдатели увидели в действиях Александрова аналогии с советскими показательными процессами 1930-х годов. Судья Лоуренс пожаловался на трату времени, настаивая на том, что точные цифры не имели значения для суда. Оценив действия французской и советской прокуратур как «неадекватные», судья Биддл вмешался и, попросив Заукеля говорить тише, провёл свой собственный допрос, занявший ¾ часа.
После завершения «соревнования по громкости крика», адвокат Заукеля Серватиус пригласил четырёх свидетелей защиты: Макса Тимма, Хуберта Гильдебранда (Hubert Hildebrand), Вальтера Штотфанга и врача фабрики Krupp в Эссене Вильгельма Йегера. Йегер рассказал о высокой заболеваемости рабочих туберкулезом и хроническим тифом, об испорченной пище и малопригодных жилищных условиях в лагерях. В итоге, прокурор Максвелл-Файф был доволен результатами судебного рассмотрения дела.

#### Дело Йодля
Бывший начальник штаба оперативного руководства Верховного командования Вермахта Альфред Йодль был обвинён по всем четырём пунктам: приказы о коммандос и комиссарах входили в обвинительное заключение, народу с депортацией евреев из Дании. Как и Дениц, Йодль добровольно сдал МВТ личные документы в знак своей «чистой совести». В письме жене — работавшей на процессе помощницей адвоката — написанном после просмотра фильма о концентрационных лагерях, Йодль сообщил о «страшном наследии, которое национал-социалистический режим оставил немецкому народу» — отметив, что «это намного хуже, чем разрушение немецких городов».
Начиная с 3 июня в течение трёх дней Йодль давал показания: он использовал время, чтобы рассказать, как Красная армия и вермахт координировали свои вторжения в Польшу в сентябре 1939 года, а также — о британских военных преступлениях. Газета «Times» отметила логичность речи Йодля. Адвокат Франц Экснер помог Йодлю создать «устрашающую» картину штаб-квартиры Гитлера — как «чего-то среднего между монастырем и концентрационным лагерем», отрезанным от мира колючей проволокой. Генерал процитировал Гитлера, называвшего вермахт «реакционной армией», и рассказал о своём конфликте с СС за фактическое руководство вооружёнными силами. Регулярно конфликтовавший и с фюрером, Йодль полагал, что не мог уйти в отставку — поскольку в военное время «солдат не мог сидеть дома и вязать чулки». В суде генерал описал Гитлера как «гигантскую личность, которая, однако, в конце концов обрела адские силы» — и настаивал на том, что сам он никогда не слышал о концентрационных лагерях.
Когда Йодль начал подробно описывать материально-техническое обеспечение вторжения в Польшу, судья Лоуренс назвал его показания по данному вопросу «пустой тратой нашего времени». В то же время корреспондент Боб Купер подумал, что никогда не слышал «более блестящего обзора войны» — а судья Биркетт заметил, что Йодль «произвёл впечатление, что он был намного больше, чем просто солдат». Утром 6 июня Робертс начал перекрестный допрос Йодля, стремясь вывести подсудимого из равновесия: однако, Йодль продолжил настаивать, что вторжение в СССР было «превентивным ударом». В ходе допроса со стороны Покровского генерал сорвался на крик, но всё же сумел выдвинуть «убедительный» альтернативный нарратив о начале и ходе войны. Позже Йодль сказал Гилберту, что дача показания была похожа на работу с фюрором: это была постоянная борьба за сохранение самообладания. 7 и 8 июня три свидетеля Йодля — Хорст фон Буттлар, Герберт Бюкс и Перси Эрнст Шрамм — дали показания в его пользу.

#### Дело Зейсса-Инкварта
Показания Артура Зейсса-Инкварта последовали 10 июня: его адвокат Густав Штайнбауэр открыл дело словами «Боже, храни Австрию!». Зейсса-Инкварт настаивал на том, что никогда не старался стать канцлером Австрии, и говорил о своей работе в Нидерландах как о попытке «убедить» голландцев сотрудничать. Его оправданием приказов о казни заложников было то, что Гиммлер приказал их убить. Ключевой темой защиты Зейсса-Инкварта то, что без него «всё могло быть хуже»: он описывал голландские концентрационные лагеря как «не такие уж и плохие» по сравнению с другими.
Перекрестный допрос со стороны Дельфина Дебенеста — которому Лоуренс предложил «делать паузу после каждого предложения, нежели после каждого слова» — привёл к тому, что Зейсс-Инкварт признал, что он сместил мэров нидерландских городов и приказал тайной полиции взорвать редакцию гаагской газеты. Советская прокуратура предпочла не вмешиваться в допрос, только передав Джексону список своих вопросов по Польше: Додд спросил Зейсса-Инкварта готов ли тот признать свою долю ответственности за события на востоке; канцлер ответил, что не он отрицал самих событий. В итоге, в ходе показаний Зейсса-Инкварта период его пребывания заместителем Франка в Польше не получил подробного освещения. Власти Нидерландов выразили своё недовольство рассмотрением дела: они направили официальную жалобу в британский МИД, отметив, что «голландец справился бы лучше».

#### Дело Папена
Вице-канцлер нацистской Германии Франц фон Папен, обвинённый по первым двум пунктам, начал свои показания 14 июня с заявления, что он «родился на земле, которая принадлежала моей семье в течение 900 лет». Его обвинение строилось вокруг событий 1932—1933 годов и их роли в «заговоре нацистов»: когда в январе прокуратура подытожила свою версию дела против Папена, она осознала его «слабость».
Сам же Папен стремился создать образ «благородного аристократа, преданного служению своей стране»: он отверг представление о том, что потворствовал жестокости нацистов — так его отношение к евреям всегда было таким, «какого католическая церковь ожидала от своих членов». Он также обратил внимание судей на речь, произнесённую им в Марбургском университете в июне 1934 года и содержавшую осуждение как однопартийного государства, так и «антихристианских принципов» Рейха.
Сделали ли мы антимарксистскую революцию, чтобы осуществить марксистскую программу?— Папен, июнь 1934
В период «Ночи длинных ножей» Папен принял версию Геринга о том, что двое его сотрудников были найдены мертвыми — а ещё двое были отправлены в концлагеря — поскольку они были замешаны в заговоре СА. Папен рассказал как он старался смягчить политику Гитлера в отношении Австрии, за что и попал в опалу. Адвокат Кубушок, «облака словоблудия, горы неуместности и океаны помпезности» которого раздражали судью Биркетта, не произвёл впечатления и на остальных наблюдателей. Максвелл-Файф провёл короткий, но «разрушительный» перекрестный допрос: представленные документы показали несостоятельность многих оценок дипломата. Так «незнание» Папена о насильственных методах, применявшихся нацистами и в начале 1930-х годов, было опровергнуто списком старых друзей и коллег Папена, оказавшихся в концлагерях в тот период. Папен изменил свою версию событий: теперь он утверждал, что если бы он попытался покончить «с этим гнилым режимом», он сам бы исчез «как и мои соратники». В то же время он отметил, что власти Великобритании и Франции также сотрудничали с Гитлером.
Пресса изменила своё мнение о бывшем канцлере: если в первых статьях «Times» была впечатлена «уверенностью» и «проницательностью» Папена, то последующая «самая блестящая работа» Максвелла-Файфа «спустила Папена с олимпийских высот европейской дипломатии» к политическим убийствам и насилию, с которыми была связана вся его карьера. В то же время допрос не показал роли Папена в формировании политики нацистской Германии: так вице-канцлер назвал нападений на СССР преступлением.

#### Дело Шпеера. План убийства Гитлера
Архитектор и министр Альберт Шпеер начал давать показания с того, что его адвокат Ганс Флашнер (Hans Flaschner) стал зачитывать длинные фрагменты из документов. Прокуратура основывала своё дело на «дружбе» Шпеера и Гитлера: Шпеер не считал, что у Гитлера вообще были друзья. Архитектор сообщил, что он обсуждал с фюрером «грандиозные планы восстановления Германии» и технические вопросы работы Министерства вооружений и боеприпасов. Шпеер сказал, что знал о концлагерях «не больше, чем любой другой министр знал о Фау-2». Обвинения против Шпеера по пунктам № 3 и № 4 касались его методов получения рабочей силой: утверждалось, что он использовал военнопленных на промышленных работах, что было запрещено Гаагской конвенцией. Средства, с помощью которых Шпеер «совершил промышленное чудо» между 1942 и 1945 годом, вызывали вопросы у прокуроров; Шпеер полагал, что жестокость применялась только на заводах СС Гиммлера.
Кроме того, бывший министр указал, что использование военнопленных на производстве, которое не имело прямого отношения к военным нуждам, являлось законным: Шпеер обратил внимание судей на отсутствие у прокураторы точных данных о тех, кто работал на заводах по производству боеприпасов, на производстве военной техники или взрывчатых веществ. Джексон уточнил, что в рамках тотальной войны вся промышленная продукция была «в той или иной степени» военной. Во второй половине дня 20 июня Шпеер сменил тему и начал своё заявление о Гитлере: Шпеер сказал, что Гитлер не воспринимал его меморандумов, сообщавших, что война была проиграна ещё в 1944 году и «отождествил судьбу немецкого народа со своей собственной». Шпеер возложил вину на Гитлера, как «ответственного за продолжение этой битвы», то есть за все убитых после 1944 года.
Шпеер заколебался, прежде чем рассказать историю своей попытки убить Гитлера: Лоуренс сказал ему «трибунал хотел бы услышать подробности». Шпеер сообщил, что намеревался ввести ядовитый газ в систему кондиционирования бункера Гитлера — через вентилятор, установленный в саду. План, для которого Шпеер уже выбрал подходящий газ, был сорван ремонтными работами. Фриче и Шахт были в восторге от рассказа Шпеера; другие обвиняемые восприняли рассказ Шпеера «с горечью». При этом Шпеер не смог представить ни одного материального доказательства, способного подтвердить его «захватывающий рассказ».
Находясь под перекрестным допросом Джексона, Шпеер охарактеризовал свою деятельность на посту министра как «эффективную». Он предположил, что большинство работников с туберкулезом прибыли в Германию, уже страдая от данного заболевания. Он назвал показания доктора Йегера об условиях в клинике Круппа «преувеличенными». Документы о 80 стальных хлыстах, которые использовались на самом заводе для наказания рабочих, также не впечатлили Шпеера. Он сказал Джексону, что Германия не продвинулась далеко в своих атомных исследованиях, потому что её лучшие специалисты в данной области эмигрировали в Америку. При ответе на вопрос Рагинского, Шпеер сообщил, что так никогда и не прочитал книгу «Mein Kampf» целиком.

#### Дело Нейрата. «Геноцид»
В субботу 22 июня 1946 года Константин фон Нейрат, несколько раз терявший сознание в ходе процесса, начал давать показания: он подробно рассказывал о своей карьере в течение 2,5 дней, проводя различие между немецкой аристократией и «красноречивыми и тщеславными политиками». Нейрат осудил как «бессмысленные и невозможные» условия Версальского мира, так и тщетность деятельности Лиги Наций. Лоуренс несколько раз пытался вернуть Нейрата от «политической истории» к сути обвинений. «Высокий, аристократичный и отстраненный» адвокат Отто фон Людингхаузен не помогал ускорить процесс, также произнося длинные и «путаные» речи.
Нейрат, являвшийся министром иностранных дел до 1938 года, был — по версии обвинения — полностью информирован о перевооружении Рейха. Нейрат утверждал, что ушёл в отставку, узнав об агрессивных намерениях Гитлера; однако, он не оставил политику и стал рейхспротектором Богемии и Моравии. Сохраняя «мягкость и спокойствие» — что Папен интерпретировал как проявление «швабского темперамента» — Нейрат утверждал, что ничего не знал о концлагерях и действиях гестапо: хотя Гизевиус утверждал, что регулярно сообщал ему об этом. Говоря об отсутствии у себя антисемитских взглядов, Нейрат добавил, что следовала «подавить чрезмерное еврейское влияния во всех сферах общественной и культурной жизни». Кроме того, он раскритиковал внешнюю политику Риббентропа.
Нейрат: Слышали ли вы когда-нибудь, чтобы член кабинета министров покидал правительство, если он был не согласен с каким-то одним пунктом правительственной программы?
Максвелл-Файф: Да, каждый член кабинета министров, которого я уважаю, покидал кабинет, если правительство делало что-то, что он морально не одобрял.— из перекрестного допроса Нейрата
Максвелл-Файф при перекрестном допросе прочитал письмо Нейрата Ламмерсу от 1940 года, в котором Нейрат высказал предположение, что в конечном итоге — как только наберется достаточно немцев — было бы разумно «эвакуировать» всех чехов с территории протектората. По мере того как перекрестный допрос продолжался — и продолжали предъявляться доказательства, опровергавшие утверждения Нейрата о том, что он не участвовал в продвижении схем германизации — Нейрат «покраснел от гнева и оскорбленного достоинства». Прокурор также обратил внимание на способ, с помощью которого Нейрат приобрел свой дом в Далеме по «удивительно выгодной» цене: Нейрат лично явился к его владельцу, у которого была жена-еврейка, в сопровождении людей из СС. По словам Фриче, Нейрат был утомлен допросом и вернулся на скамью подсудимых «в полном замешательстве».
В ходе показаний Нейрата о Чехословакии, в суде вновь прозвучал термин «геноцид», который не упоминался в зале с момента оглашения обвинительного заключения. В начале июня автор термина, Лемкин, сам прибыл в Нюрнберг и стал распространять среди обвинителей свою работу «Необходимость развития концепции геноцида в судебном процессе» (The Necessity to Develop the Concept of Genocide in the Proceedings). После допроса, проведённого Максвелл-Файфом, Лемкин отправил британскому прокурору благодарственное письмо.

#### Дело Фриче
Радиоведущий Ганс Фриче занял место для свидетелей в среду 26 июня. В американском обвинении Фриче был назван «эффективным, контролируемым нацистами пропагандистом — пропагандистом, который существенно помог нацистами ужесточить контроль над немецким народом». При этом Фриче никогда не встречался с Гитлером: из обвиняемых он ранее знал только Франка, Деница, Зейсс-Инкварта и Папена.
Предъявив обвинение в подстрекательстве, прокуратура столкнулась — как и в случае со Штрайхером — с тем фактом, что в суде было чрезвычайно сложно доказать связь между словами одного человека и действиями другого. Дрексель Спречер ещё в сентябре прошлого года написал меморандум по делу Фриче, где указывал, что имевшиеся доказательства были «совершенно неадекватными… для установления того, что Фрицше имел какое-либо непосредственное отношение к утверждениям, упомянутым в пунктах 3 и 4». Попытка поиска в архивах новых доказательств не дала результата. Ключевым документом было «признание» самого обвиняемого: в своих мемуарах Фриче утверждал, что в Москве он отказался подписывать показания против других подсудимых — но, после трёх дней и ночей советских «уговоров», он подписал показания против себя. Американским прокурорам документ не понравился ни стилем, ни содержанием — и они отказались от предъявления суду «московского признания». Руденко также не смог добиться от Фриче подтверждения «московского признания» в суде; однако, советские газеты перепечатали обширные отрывки их московских показаний Фриче.
Как часто я сам становился жертвой лжи!— Фриче о своей работе радиоведущего
В ходе своих двухдневных показаний в Нюрнберге Фриче настаивал на том, что его позиция в иерархии нацистской Германии была незначительной и что пропаганда сама по себе не считалась незаконной в рамках международного права. Отвечая на вопрос своего адвоката Хайнца Фрица о неоднократных обвинениях в адрес евреев и большевиков, Фриче объяснил, что он обвинял данные группы как раз за разжигание ими войны. Фриче говорил, что не знал о концлагерях — но упомянул об «устойчивых слухах», которые ходили по министерству. Фриче осудил Геббельса за то, что тот постоянно уверял его, что Гитлер предпринимал шаги, чтобы положить конец войне. Фриче признал, что верил в диктатуру как во «временную чрезвычайную» меру, но разочаровался в ней после увиденного и услышанного на процессе. Фриче прямо обвинил Гитлера во «лжи немецкому народу». Несмотря на данные заявления, показания Фриче вызвали незначительный отклик в прессе; помимо советской прокуратуры, остальные команды проявили мало интереса к Фриче, воспринимая его «мелкой сошкой».

## Итоги
К моменту окончания показания обвиняемых судебный процесс в Нюрнберге длился 166 дней. Тридцать три свидетеля явились со стороны обвинения, почти шестьдесят выступили от защиты. Девятнадцать подсудимых дали показания, и они представили 143 допроса в поддержку своих аргументов. Практически все документальные доказательства являлись документами, подписанными самими подсудимыми.